# Димитър Греков
 Тази статия е за българския политик от 19 век.  За българския политик от 21 век вижте Димитър Греков (учен).  
Димитър Панайотов Греков е български политик и юрист, деец на Консервативната и Народнолибералната партия, министър-председател на България от 19 януари до 1 октомври 1899 г.

## Биография

### Образование и младежки години
Димитър Греков е роден на 2 септември 1847 година в Болград, Бесарабия, тогава част от Руската империя в семейството на заможния търговец Панайот Греков. Завършва Болградската гимназия през 1868 година с нейния първи випуск, а през 1875 година – право в Екс ан Прованс, Франция със стипендия от гимназията. Полага втори изпит за докторантура – сертификат от Академията на Екс, Юридическия факултет по въздухоплаване от 31 май 1876 г. (ANIC, MIC, 3105/1876, л. 33). След връщането си в Бесарабия, тогава анексирана от Румъния, Греков става адвокат и съдебен служител в Браила – член на Браилския съд, и участва в дейността на Българското централно благотворително общество.

### Юридическа дейност
След Освобождението на България от османско владичество Греков се установява в София, където става председател на областния съд (1878), а за няколко месеца през 1879 година е и първият председател на българския Върховен съд. Депутат е в Учредителното събрание, където се присъединява към Консервативната партия. След това участва в правителството на Тодор Бурмов като министър на правосъдието и първото правителство на епископ Климент като министър на правосъдието и управляващ Министерството на вътрешните работи (1879 – 1880).
Димитър Греков подкрепя преврата от 1881 година. Избран е за депутат във II ВНС утвърдило режима на пълномощията на княз А. Батенберг. 
Д. Греков става подпредседател на Държавния съвет (1881 – 1882) и министър на правосъдието в правителството на Леонид Соболев (1882 – 1883). Председател е на ІІІ Обикновено народно събрание (1883). През 1881 година става дописен, а през 1884 година – редовен член на Българското книжовно дружество, днес Българска академия на науките.
След Съединението на Източна Румелия с Княжество България Греков е натоварен от княз Батенберг с дипломатическа мисия до сръбския крал Милан, която така и не се осъществява. През 1886 г. е дипломатически представител в Цариград.

### Политическа дейност
По време на кризата след абдикацията на княз Александър I Батенберг през 1886 година Греков се присъединява към Народнолибералната партия. Той участва в делегацията, водила преговорите за заемане на българския трон от Фердинанд Сакс-Кобург-Гота (заедно с д-р Константин Стоилов и Константин Хаджикалчев). Между 1890 и 1894 година участва в правителството на Стефан Стамболов – от 2 ноември 1890 до 19 май 1894 г. е министър на външните работи, а от 20 септември 1891 до 13 февруари 1892 г. и управляващ Министерството на правосъдието.
След убийството на Стамболов през 1895 г. е лидер на стамболовистите, който пост заема до 1897 г. След това подава оставка, напуска и самата партия и се отдава на адвокатска дейност. Поради близките му контакти с двореца през януари 1899 г. княз Фердинанд му възлага формирането на правителство, в което останалите министри са от Либералната партия (радослависти). Полага усилия да вкара в управлението своите бивши съмишленици – стамболовистите, което среща силен отпор от радославистите. На 1 октомври 1899 г. е принуден да подаде оставка. Веднага след това отново става лидер на Народнолибералната партия, който пост заема до неочакваната си смърт през 1901 г.
Димитър Греков умира на 21 април 1901 година в София.

## Семейство
Негов син е Александър Греков (1884 – 1922), известен дипломат и общественик.